# Vale of Glamorgan
Vale of Glamorgan ou Bro Morgannwg (em galês) é uma das 22 subdivisões administrativas autônomas do País de Gales, sob o título de condado (County Borough), no Sul de Gales. É uma região rica em agricultura, possui uma costa marítima rochosa e localiza-se na parte sul do condado histórico de Glamorgan. O Vale possui ainda muitas atrações turísticas, incluindo o Barry Island Pleasure Park, Vale of Glamorgan Railway, St Donat's Castle, Cosmeston Lakes Country Park, Cosmeston Medieval Village e muitos outros. 

## Geografia
A região tornou-se um condado com as fronteiras atuais em 1996 sendo anteriormente parde do condado South Glamorgan. A maior cidade é Barry, mas outras cidades importantes incluem Cowbridge, Dinas Powys, Llantwit Major e Penarth. A região tem uma altitude baixa, com a maior altitude alcançando 137 metro acima do nível do mar.
A saída do Canal de Bristol, onde está localizado o Vale of Glamorgan, encara o Atlântico e recebe fortes ventos, ideal para a prática de surf mas um pesadelo para navios tentando navegar até Cardiff. Os fortes vendavais criam condições para naufrágio, o que até há cem anos era comum ao longo da costa. Locais como Nash Point, Southerndown e Ogmore-by-Sea tem um alto número de vítimas de naufrágio em comparação com outros locais de Gales.

### Cidades e aldeias
| - Aberthaw - Aberthin - Bonvilston - Boverton - Cogan - Colwinston - Corntown - Cosmeston Medieval Village - Dinas Powys - Ewenny - Fonmon - Fontegary - Lavernock - Llanbethery - Llancadle - Llancarfan - Llandough - Llandow - Llanmaes | - Llansannor - Moulton - Michaelston-le-Pit - Ogmore, Vale of Glamorgan - Ogmore-by-Sea - Pendoylan - Penmark - Peterston-super-Ely - Rhoose - Southerndown - St Athan - St Brides Major - St Hilary - St Donat's - St. Andrews Major - Sully - Wenvoe - Wick, Vale of Glamorgan - Ystradowen |

## Política
A região é governada pelo conselho do Vale of Glamorgan (Vale of Glamorgan Council) que é atualmente controlado pelo Partido Conservador. Os representantes políticos do parlamento e da assembleia constituinte oscilam entre o Partido Trabalhista e o Partido Conservador.